# Red Carpet (singel)
Red Carpet – czterdziesty pierwszy singel Namie Amuro. Został wydany 2 grudnia 2015 roku, w wersji CD i CD+DVD.

## Lista utworów
CD
| 1. | Red Carpet                   | 3:43  |
|    |                              |       |
| 2. | Black Make Up                | 3:10  |
|    |                              |       |
| 3. | Red Carpet (lnstrumental)    | 3:42  |
|    |                              |       |
| 4. | Black Make Up (lnstrumental) | 3:08  |
|    |                              |       |
|    |                              | 13:43 |
|    |                              |       |
DVD
| 1. | Red Carpet (Teledysk) ＜contains Customizing Function＞ |  |
|    |                                                         |  |
| 2. | Red Carpet -Making Movie-                               |  |
|    |                                                         |  |

## Oricon
| Diagram                                                    | Pozycja |
| ---------------------------------------------------------- | ------- |
| Dzienny diagram Oricon (w pierwszym dniu sprzedaży)        | #2      |
| Tygodniowy diagram Oricon (w pierwszym tygodniu sprzedaży) | #2      |
| Miesięczny diagram Oricon (w pierwszym miesiącu sprzedaży) | #12     |

### Pozycje wykresu Oricon
Singiel „Red Carpet” zajął #2 miejsce w cotygodniowym wykresie Oriconu, sprzedając 25 886 sztuk. Oraz #227 miejsce w 2014 roku ze sprzedażą 30 828 sztuk. Ogólna sprzedaż wyniosła 36 319 egzemplarzy.

## Ciekawostki
Piosenka „Red Carpet” znalazła się w reklamie marki OLEO D’OR. W teledysku „Red Carpet” można wybrać kolor np. płaszcza, guzików do niego. Utwór „Black Make Up” znalazła się w filmie anime „One Piece: Adventure of Nebulandia”.